# Fujiharu Hiroki
Fujiharu Hiroki (藤春 廣輝 Fujiharu Hiroki, sinh ngày 28 tháng 11 năm 1988) là một cầu thủ bóng đá người Nhật Bản. Anh đá ở vị trí hậu vệ trái cho Gamba Osaka ở J. League Division 1.

## Thống kê câu lạc bộ
Cập nhật gần đây nhất: 11 tháng 6 năm 2018
| Thành tích câu lạc bộ | Thành tích câu lạc bộ | Thành tích câu lạc bộ | Giải vô địch | Giải vô địch | Cúp                   | Cúp                   | Cúp Liên đoàn | Cúp Liên đoàn | Châu lục | Châu lục  | Khác1   | Khác1     | Tổng cộng | Tổng cộng |
| Mùa giải              | Câu lạc bộ            | Giải vô địch          | Số trận      | Bàn thắng    | Số trận               | Bàn thắng             | Số trận       | Bàn thắng     | Số trận  | Bàn thắng | Số trận | Bàn thắng | Số trận   | Bàn thắng |
| Nhật Bản              | Nhật Bản              | Nhật Bản              | Giải vô địch | Giải vô địch | Cúp Hoàng đế Nhật Bản | Cúp Hoàng đế Nhật Bản | Cúp Liên đoàn | Cúp Liên đoàn | Châu Á   | Châu Á    |         |           | Tổng cộng | Tổng cộng |
| --------------------- | --------------------- | --------------------- | ------------ | ------------ | --------------------- | --------------------- | ------------- | ------------- | -------- | --------- | ------- | --------- | --------- | --------- |
| 2011                  | Gamba Osaka           | J1                    | 11           | 1            | 2                     | 0                     | 0             | 0             | 1        | 0         | -       | -         | 14        | 1         |
| 2012                  | Gamba Osaka           | J1                    | 34           | 1            | 5                     | 0                     | 2             | 0             | 5        | 0         | -       | -         | 46        | 1         |
| 2013                  | Gamba Osaka           | J2                    | 42           | 4            | 2                     | 0                     | -             | -             | -        | -         | -       | -         | 44        | 4         |
| 2014                  | Gamba Osaka           | J1                    | 25           | 0            | 5                     | 0                     | 4             | 0             | -        | -         | -       | -         | 34        | 0         |
| 2015                  | Gamba Osaka           | J1                    | 32           | 0            | 2                     | 0                     | 4             | 1             | 11       | 0         | 5       | 1         | 54        | 2         |
| 2016                  | Gamba Osaka           | J1                    | 29           | 2            | 2                     | 0                     | 5             | 0             | 5        | 0         | 1       | 0         | 42        | 2         |
| 2017                  | Gamba Osaka           | J1                    | 33           | 2            | 3                     | 0                     | 4             | 0             | 7        | 0         | -       | -         | 47        | 2         |
| 2018                  | Gamba Osaka           | J1                    | 12           | 0            | 1                     | 0                     | 4             | 0             | -        | -         | -       | -         | 17        | 0         |
| Tổng cộng sự nghiệp   | Tổng cộng sự nghiệp   | Tổng cộng sự nghiệp   | 218          | 10           | 22                    | 0                     | 23            | 1             | 29       | 0         | 6       | 1         | 298       | 12        |

1 Bao gồm J. League Championship, Siêu cúp Nhật Bản và Giải bóng đá vô địch Suruga Bank appearances.

## Danh hiệu
Gamba Osaka
- J. League Division 1 - 2014
- J. League Division 2 - 2013
- Cúp Hoàng đế Nhật Bản - 2014, 2015
- J. League Cup - 2014
- Siêu cúp Nhật Bản - 2015